# U 237
U 237 war ein deutsches U-Boot vom Typ VII C, das im Zweiten Weltkrieg von der deutschen Kriegsmarine eingesetzt wurde.

## Technische Daten
Der Auftrag für das Boot wurde am 20. Januar 1941 an die Werft Germaniawerft, Kiel vergeben. Die Kiellegung erfolgte am 23. April 1942, der Stapellauf am 17. Dezember 1942. Die Indienststellung unter Kapitänleutnant Hubert Nordheimer fand schließlich am 30. Januar 1943 statt.

## Geschichte
Das U-Boot gehörte nach seiner Indienststellung am 30. Januar 1943 bis zum 20. Mai 1943 zur 5. U-Flottille, vom 8. Oktober 1943 bis zum 28. Februar 1945 zur 23. U-Flottille und vom 1. März 1945 bis zum 4. April 1945 zur 31. U-Flottille. U 237 war ein reines Schulschiff und hatte keine Einsätze.

## Verbleib
U 237 wurde am 14. Mai 1943 bei der Germaniawerft, Kiel von Bomben der Vereinigten Staaten versenkt, geborgen, repariert und wieder in Dienst gestellt und am 4. April 1945 von Bomben des Vereinigten Königreichs bei den Deutschen Werken, Kiel erneut versenkt.